# Anomala crucialis
Anomala crucialis är en skalbaggsart som beskrevs av Thomas Casey 1915. Anomala crucialis ingår i släktet Anomala och familjen Rutelidae. Inga underarter finns listade i Catalogue of Life.